# Mont Ahoro
Le mont Ahoro (阿幌岳, Ahoro-dake) est une montagne du Japon située dans le bourg de Tsubetsu, sur l'île de Hokkaidō. Il est la source de la rivière Abashiri.